# Rita (Hinduismus)

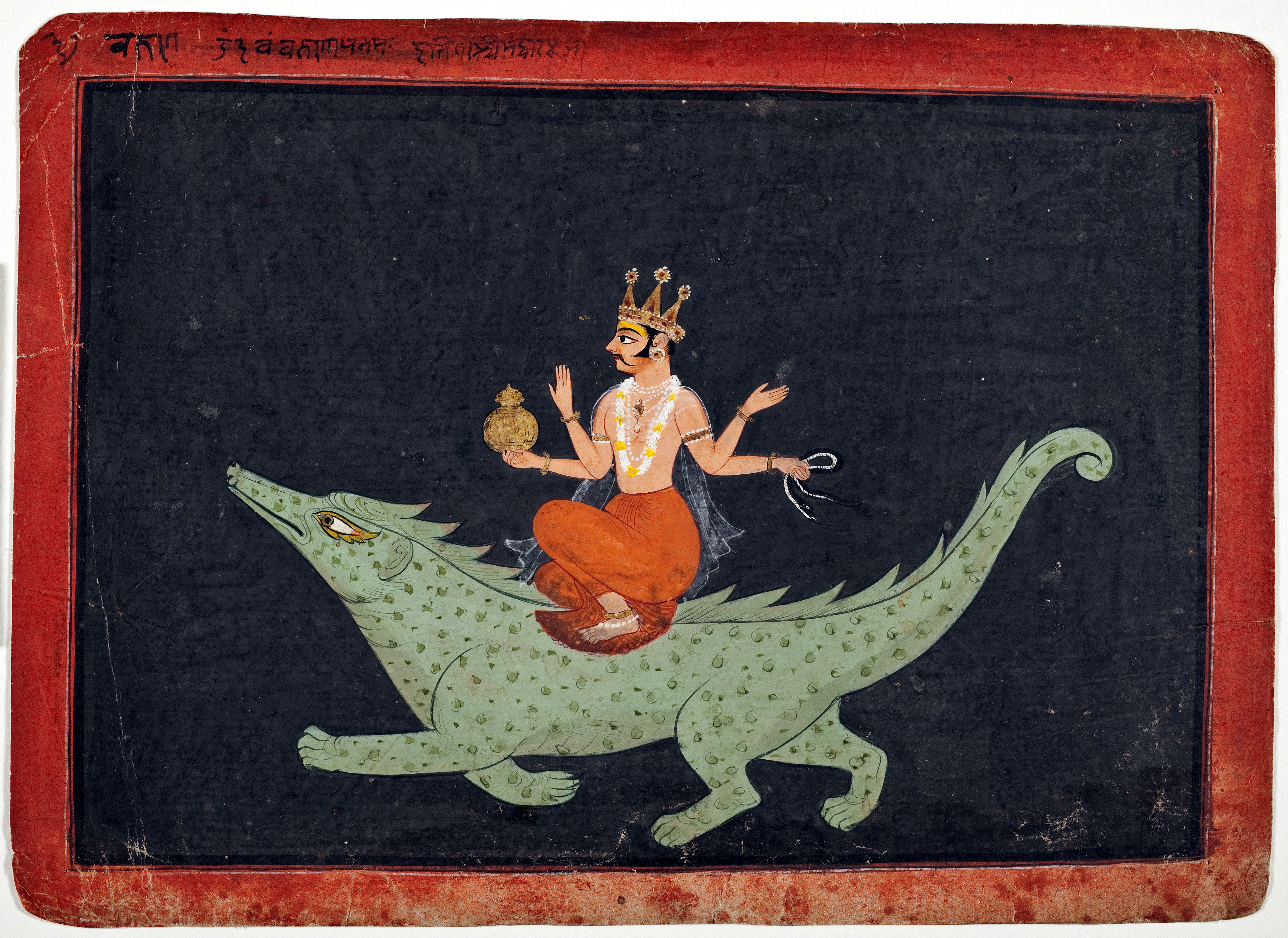
Die indische Gottheit Varuna wird oft mit Rita in Verbindung gebracht

Rita (Sanskrit: ऋत ṛtá n. „Wahrheit, Recht, Ordnung“) ist ein zentraler Begriff der vedischen Zeit und bezeichnet sowohl die natürliche Ordnung, die religiöse, die konkrete als auch die moralische Ordnung der Menschen und der Gesellschaft. An Rita sind alle Wesen gebunden, Menschen, Tiere, Pflanzen und Götter. Es ist die Ordnung sowohl des Himmels als auch der Erde. 
Der Begriff ist eng verknüpft mit den beiden Gottheiten Mitra und Varuna, die als ihre Hüter und Wächter erschienen. Obwohl es sich dabei um eines der wichtigsten Konzepte der vedischen Zeit handelt, erscheint Rita im Gegensatz zu anderen Göttern aber nicht als personifizierte Gottheit, sondern als rein abstraktes Prinzip. Es wird vielmehr von anderen Göttern vertreten, die für die Aufrechterhaltung und Überwachung des Rita sorgen. Somit steht Rita gewissermaßen auch über den Göttern selbst, die sich ihm unterordnen müssen und ihm gewissermaßen dienen. Rita ist auch eng mit den Opfern und Ritualen der Könige und Brahmanen verbunden, die die Weltordnung Rita nachahmen, bestätigen, aufrechterhalten und gewährleisten sollen. „Alles fürs Rita und alles durch das Rita“ lautet ein Spruch der vedischen Zeit.

## Mitra und Varuna
Unauflösbar mit Rita verbunden sind die beiden vedischen Götter Mitra und Varuna, die als sein Hüter und Wächter erscheinen und für seine Einhaltung und Aufrechterhaltung sorgen. Diejenigen, die sich an Rita halten, werden belohnt, Sünder hingegen bestraft. So bestraft Varuna Sünder mit Wassersucht und hält sie in seiner Schlinge gefangen.

## Dharma
Im heutigen Hinduismus taucht der Begriff Rita nicht mehr auf und ist weitgehend durch den Begriff des Dharma abgelöst, der besonders mit Vishnu verbunden ist. Im Gegensatz zum Rita ist Dharma vielmehr mit Konzepten wie dem Kastenwesen, Karma, Moksha und Samsara verbunden, die es zur vedischen Zeit noch nicht gab.